# Michail Petrowitsch Avenarius
Michail Petrowitsch Avenarius (russisch Михаил Петрович Авенариус, * 7. Septemberjul. / 19. September 1835greg. in Zarskoje Selo; † 5. Septemberjul. / 17. September 1895greg. in Kiew) war ein deutschstämmiger russischer Physiker.

## Leben
Avenarius studierte bis 1858 an der Universität Sankt Petersburg und arbeitete anschließend als Lehrer. 1862 verließ er Sankt Petersburg und setzte seine Studien zur Physik in Deutschland bei Heinrich Gustav Magnus in Berlin und bei Gustav Robert Kirchhoff in Heidelberg fort. 1864 kehrte er nach Russland zurück. 1865 ging er an den Lehrstuhl für Physik der Universität Kiew, wo er bis 1890 tätig war. 1866 verteidigte er seine Doktorarbeit (entspricht der Habilitation) und wurde Professor. Seine wissenschaftlichen Spezialgebiete waren die Thermoelektrizität und die klassische Thermodynamik. Zwei Jahrzehnte lang war er Direktor des meteorologischen Observatoriums der Universität Kiew.
1876 wurde er zum korrespondierenden Mitglied der Russischen Akademie der Wissenschaften gewählt.
Sein Vater Peter Gustav Avenarius (1794–1854) war Prediger in Zarskoje Selo.